# Otwornicowate
Otwornicowate (Pertusariaceae Körb.) – rodzina grzybów z rzędu otwornicowców (Pertusariales).

## Systematyka
Pozycja w klasyfikacji według Index FungorumPertusariaceae, Pertusariales, Ostropomycetidae, Lecanoromycetes, Pezizomycotina, Ascomycota, Fungi.
RodzajeWedług aktualizowanej klasyfikacji Index Fungorum bazującej na Dictionary of the Fungi do rodziny tej należą rodzaje:
- Lepra Scop. 1777
- Loxosporopsis Henssen 1995
- Pertusaria DC. 1805 – otwornica
- Porina Müll. Arg. 1883
- Porinula (Nyl.) Flagey 1896
- Thamnochrolechia Aptroot & Sipman 1991
- Verseghya S.Y. Kondr., Lokös & Hur 2016[2].

Nazwy polskie według W. Fałtynowicza.